# 阿富汗铁路运输

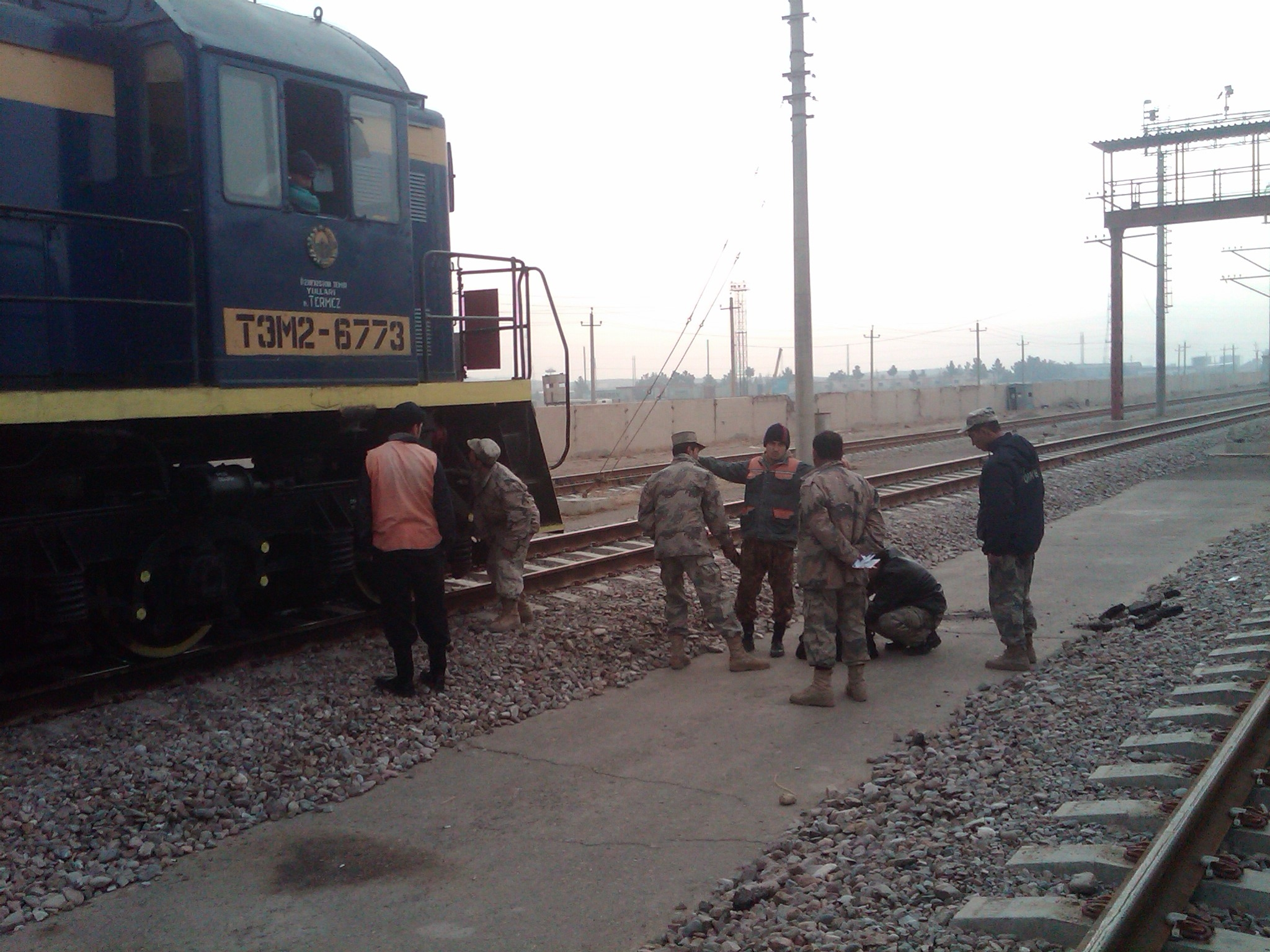
阿富汗边境警察（ABP）在阿富汗的巴尔赫省搜索靠近海拉顿边界过境点的火车头。

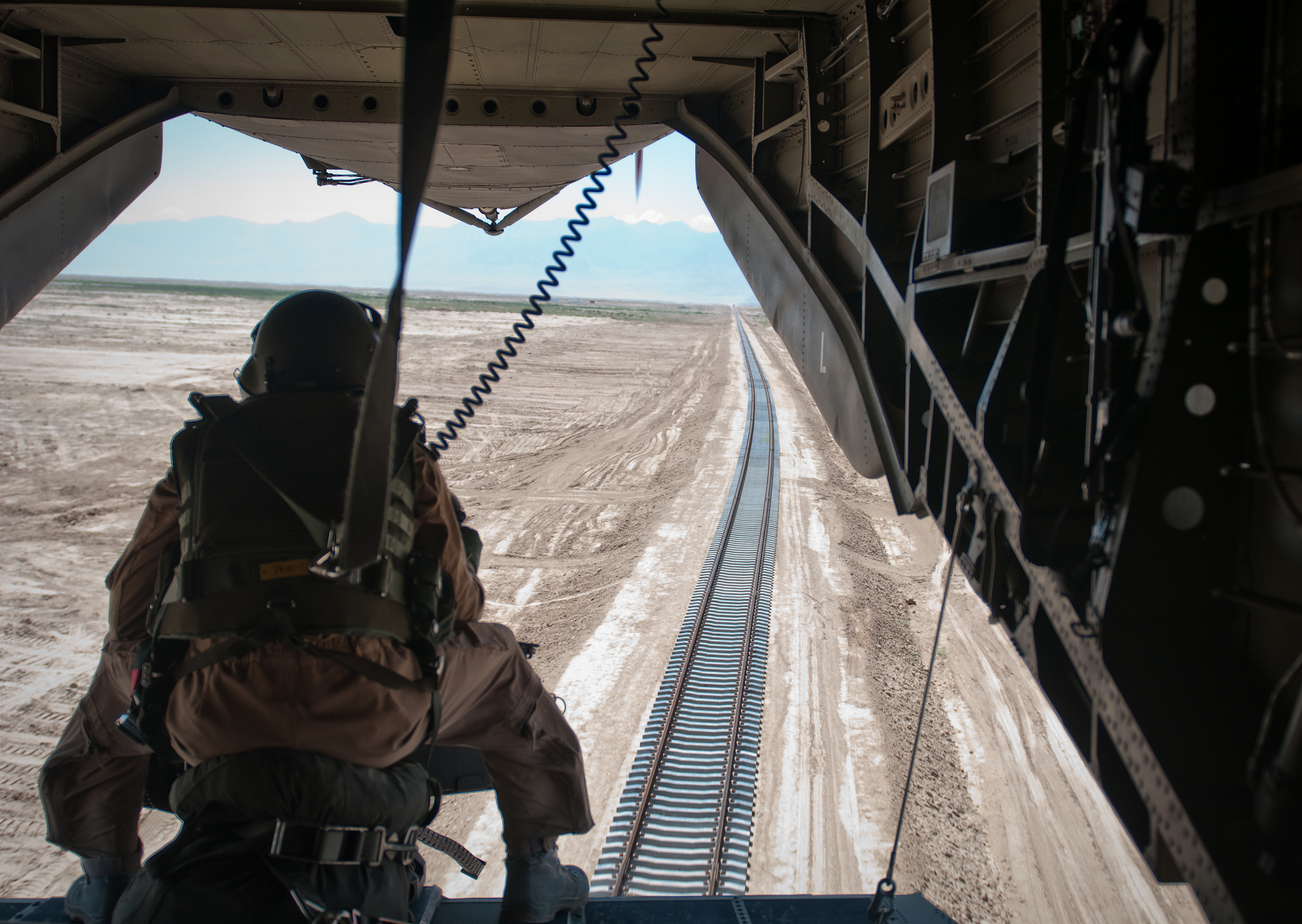
从美国军用直升机上看到的位于马扎里沙里夫的阿富汗–乌兹别克斯坦友谊大桥上的铁路轨道。

阿富汗北部有四条铁路线。第一条是从马扎里沙里夫到巴尔赫省边境城镇海拉顿之间的国内铁路，然后与乌兹别克斯坦铁路（开通于2011年）相连。第二条是从赫拉特省的Torghundi与土库曼斯坦的铁路（开通于1960年）相连。第三条是从法里亚布省的阿奇那到邻国土库曼斯坦（开通于2016年）。最新一條是連接赫拉特與伊朗卡夫的客貨運鐵路線，原预计于2018年完工，部分路段於2020年12月10日通車。
在21世纪初阿富汗的邻国一直在完善自己的铁路网，而阿富汗的铁路网仍处于发展阶段。目前的铁路线计划在不久的将来扩建，其计划包括货运和客运线路，目的是通过铁路联通亚洲各个地区。

## 历史

### 喀布尔—达鲁拉曼轻便铁路
20世纪20年代，国王阿曼诺拉汗从德国卡塞尔的亨舍尔公司购买了三辆小型蒸汽机车，这些机车被投入到连接喀布尔市中心和达鲁尔·阿曼宫的7公里长、2英尺6英寸（762毫米）轨距的轻便铁路上。1922年12月出版的《机车》杂志提到，“来自阿富汗国家的旅行者正在铺设一条从喀布尔市中心到达鲁拉曼新城遗址的大约6英里的铁路，而且为它生产的一些机车车辆正在喀布尔的车间制造”。1928年8月出版的《机车》杂志提到“阿富汗目前唯一的铁路有5英里长，位于喀布尔和达鲁尔·阿曼宫之间”。电车轨道关闭时间不详，并在20世纪40年代拆除，但机车仍然存放于在达鲁尔·阿曼宫的喀布尔博物馆。

### 拟议的铁路
在过去的一个半世纪里，出现了许多关于在阿富汗修建铁路的提议。1885年，《纽约时报》报道了当时正在建设中的俄罗斯跨太平洋铁路通过萨拉赫丁、赫拉特和坎大哈与英属印度连接的计划。该项目建成后，英国军官可以在11至12天内从伦敦前往印度，主要是乘火车（乘船横渡英吉利海峡、黑海和里海）。
大约在1928年，有人提议修建一条连接贾拉拉巴德和喀布尔的铁路，最终在白沙瓦连接到（当时的）印度铁路系统。随后，喀布尔与坎大哈和赫拉特的连接线也将陆续开通。但由于政治动荡，这些计划没有得到执行。

### 工业铁路
20世纪50年代，喀布尔以东的苏罗比建造了一个水力发电站。1951年建造的三台Henschel四轮600毫米（1英尺11+5⁄8英寸）窄轨柴油液压机车（工程编号24892、24993和24994）被提供给发电站。
1979年，波恩的采矿和建筑机车制造商蒂机械制造厂向阿富汗的一个未知客户提供了五台工作编号为150-154的D35/6双轴600毫米（1英尺11+5⁄8英寸）窄轨柴油液压机车。

## 轨距
阿富汗未来轨距的选择存在若干困难。出于战略原因，过去的阿富汗政府倾向于不鼓励修建铁路，因为这可能有助于英国或俄罗斯进行对阿富汗对外部干涉。当时阿富汗使用三种不同的轨距，但是几乎完全没有铁路。
直到21世纪，该国境内只有不到25公里的铁路，所有铁路都是按照1,520毫米（4英尺11+27⁄32英寸）俄罗斯轨距建造的。阿富汗北部的邻国，即前苏联的土库曼斯坦、乌兹别克斯坦和塔吉克斯坦使用的1,520毫米（4英尺11+27⁄32英寸）轨距。同中国一样，伊朗西部使用1,435毫米（4英尺8+1⁄2英寸）的标准轨距，而巴基斯坦东部和南部与阿富汗接壤的线路使用的是1,676毫米（5英尺6英寸）的印度轨距。

## 火车站
阿富汗目前没有客运服务或车站。如果任何一条跨境通道建成并开通客运服务，就必须修建新的车站。

### 拟议
初步的服务站点清单的细节，这些站点环绕阿富汗中部山区。

## 国家铁路管理局
阿富汗政府将在欧洲委员会的技术合作下成立一个铁路建设委员会，2011年7月的八国集团会议对此进行了讨论。委员会将负责监督国内铁路网的建设及其与邻国的联系。2011年10月，亚洲开发银行批准为阿富汗国家铁路局提供资金。阿富汗铁路局有一个网站，但截至2017年8月，上面的内容几乎没有。上面指出，阿富汗铁路法（12章105条）于2013年2月起草，目前正等待“相关机构”的批准"。美国陆军的阿富汗铁路咨询小组（ARAT）提供了培训。

## 目前铁路和未来的计划

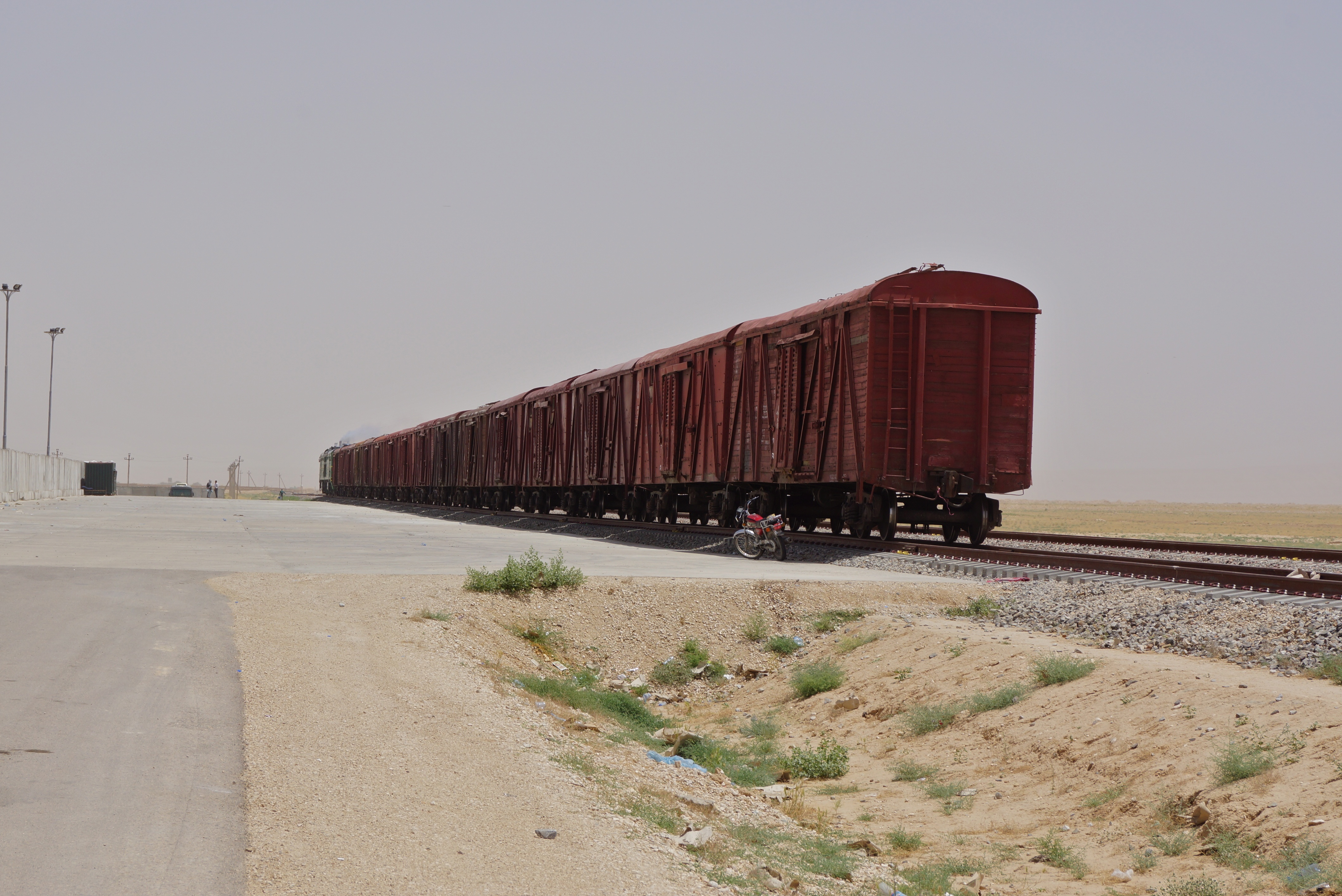
巴尔赫省北部的货运列车

### 阿富汗–乌兹别克斯坦的铁路服务
20世纪80年代初，苏联从乌兹别克斯坦的铁尔米兹到阿富汗的Kheyrabad建造了一条约15公里的铁路线，在阿富汗–乌兹别克斯坦友谊桥上跨过阿姆河。在2010年，在阿富汗和乌兹别克斯坦之间75-（47-英里）长的延长线上开始施工，这条线也是第一条由苏联修建的1,520毫米（4英尺11+27⁄32英寸）轨距铁路。到2010年12月，它开始为阿富汗的其他重建项目运送建筑材料。
这条线路从阿富汗北部城市马扎里沙里夫的海拉顿至马扎里沙里夫国际机场，现已完工，由乌兹别克斯坦国家铁路运营，为期三年，直到阿富汗自己的铁路部门接管为止。第一批货运业务开始于2011年8月左右。
乌兹别克斯坦已于2018年承诺部分出资修建一条从马扎里沙里夫西部到赫拉特的657公里长的铁路干线，这条铁路线可以从伊朗经赫拉特通往中亚，并有可能通往中国。

### 阿富汗–土库曼斯坦的铁路服务
一条10公里长的线路从土库曼斯坦的库什卡延伸到阿富汗的Torghundi镇。这条苏联建造的铁路线的可以追溯到20世纪60年代，而使用俄罗斯标准，则始于2007年。在2016年4月，达成了一项关于技术可行性研究的协议，建议将这条线延长约100千米到赫拉特市，它可以连接到正在建造的伊朗的标准轨距线。2018年4月，土库曼斯坦政府决定修建一条从南约洛坦气田通往阿富汗的铁路，直达Torghundi。
另一条铁路线于2016年11月进一步向东开通，通过Imamnazar连接法里亚布省的Aqina和土库曼斯坦的克尔基。A正在计划扩建58（36英里）至安德胡伊。该计划成为穿过阿富汗北部的铁路走廊的一部分，通过希比尔甘连接到马扎里沙里夫，再到塔吉克斯坦边境。尽管该项目仍没有明确的时间表。

### 阿富汗-巴基斯坦铁路服务
两条1,676毫米（5英尺6英寸）宽轨距、坡度陡峭的 巴基斯坦的铁路 路线终止于查曼和托尔坎边境。2010年7月，巴基斯坦和阿富汗签署了一项谅解备忘录，同意在两国之间铺设铁路。铁路将连接巴基斯坦的奎达和阿富汗的坎大哈，巴基斯坦的白沙瓦和阿富汗的贾拉拉巴德。
2012年5月29日，从巴基斯坦的杰曼到阿富汗的博尔达克12公里的路段获得批准，尽管这尚未开始施工。

### 阿富汗–塔吉克斯坦的铁路服务
2013年，计划在阿富汗和塔吉克斯坦之间修建一条多国铁路线。乌兹别克斯坦段已于2016年部分实施。
2018年，塔吉克斯坦的Kolkhozobod至昆都士省阿富汗边境城镇谢尔汗班达尔的50公里长的扩建工程获得批准，预计将于当年开工建设。

### 南北走廊
2010年9月，中国冶金科工集团与阿富汗矿业部长签署了一项协议，调查在阿富汗境内修建一条南北铁路，从马扎里沙里夫到喀布尔，再到东部边境城镇托尔坎。中国冶金科工集团将获得梅斯·艾纳克 的铜矿特许权，该铜矿将与这条铁路相连。中冶集团正在修建一条长921公里、1,676毫米（5英尺6英寸）轨距的铁路线，这条铁路线将连接喀布尔北部的乌兹别克斯坦和东部的巴基斯坦。

### 阿富汗–伊朗的铁路

印度-伊朗-阿富汗运输走廊图。提议修建一条铁路线，以取代伊朗和阿富汗之间的公路段，连接扎赫丹的铁路枢纽。

伊朗最近的铁路枢纽是一条1,435毫米（4英尺8+1⁄2英寸）的标准轨距货运线，终点位于马什哈德。该线目前正向东延伸202公里至赫拉特。2007年4月17日，阿富汗外交部长兰金·达德法尔·斯潘塔说，哈夫赫拉特铁路（仅货运）项目的行政运营始于2006年。伊朗南部的沙巴哈尔港至阿富汗哈吉加克地区也有一条铁路计划——见下面的哈吉加克-沙巴哈尔铁路。2012年9月，阿富汗境内的赫拉特至伊朗境内的哈瓦夫铁路（其中70公里在阿富汗境内，60公里在伊朗境内）完工90%。2015年5月，该铁路宣布在2016年4月投入运营。

## 拓展阅读
- 格兰瑟姆,A.阿富汗的铁路 （页面存档备份，存于）
- Waters, Paul E. . Bromley: PWA. 2002. ISBN 0948904097.
- Afghanistan demain le rail pp. 6–14 + 27 pictures - vie du rail - n°1542 - 09/05/1976